# Walter Schöne
Paul Walter Schöne (* 5. Juni 1885 in Dresden; † 27. April 1943 in Leipzig) war ein deutscher Zeitungswissenschaftler.

## Leben
Geboren als Sohn des Eisenbahninspektors Carl Alwin Schöne und dessen Ehefrau Louise Franziska, geb. Luderer, wurde Walter Schöne 1902 Akzessist bei der Amtshauptmannschaft Dresden. Von 1909 bis 1912 studierte er Staatswissenschaften an den Universitäten Leipzig und Tübingen. 1911 wurde er Mitglied des Corps Staufia Leipzig. 1912 wurde er mit einer Arbeit über Die Anfänge des Dresdner Zeitungswesens im 18. Jahrhundert bei Carl Johannes Fuchs an der Universität Tübingen zum Dr. rer. pol. promoviert.
In der Folge wurde Schöne wissenschaftlicher Hilfsarbeiter beim Statistischen Amt der Stadt Leipzig und der Handelskammer in Plauen. 1914 wurde er Stadtamtsrat im Statistischen Amt der Stadt Leipzig. Nachdem er sich 1922 an der Universität Leipzig bei Karl Bücher in Zeitungskunde habilitiert hatte, war er von 1922 bis 1933 beim Wirtschafts- und Presseamt der Stadt Leipzig tätig. 1933 wurde ihm die wissenschaftliche Vorbereitung der Gutenberg-Reichsausstellung 1940 übertragen. Im selben Jahr trat er in die NSDAP ein. 1934 wurde er in den städtischen Nachrichtenausschuss des Deutschen Gemeindetages berufen. 1939 wurde er zum Leiter der Leipziger Forschungsstelle für Frühgeschichte der Zeitung im Deutschen Zeitungswissenschaftlichen Verband ernannt. Die Universität Leipzig, an der er von 1922 bis 1923 und wieder ab 1928 als Privatdozent in der Philologisch-Historischen Abteilung der Philosophischen Fakultät Zeitungswissenschaft lehrte, berief ihn 1940 zum nichtplanmäßigen außerordentlichen Professor für Zeitungswissenschaft und erteilte ihm einen Lehrauftrag zur Frühgeschichte der Presse. 
Schöne war verheiratet mit Henriette Schöne-Rieck. Sie hatten einen Sohn.

## Schriften
- Die Anfänge des Dresdner Zeitungswesens im 18. Jahrhundert, 1912
- Zeitungswesen und Statistik. Eine Untersuchung über den Einfluss der periodischen Presse auf die Entstehung und Entwicklung der staatswissenschaftlichen Literatur, speziell der Journalistik, 1924
- Die Zeitung und ihre Wissenschaft, 1928
- Die deutsche Presse im ersten Jahrhundert ihres Bestehens (1609-1700), 1939